# Innamincka

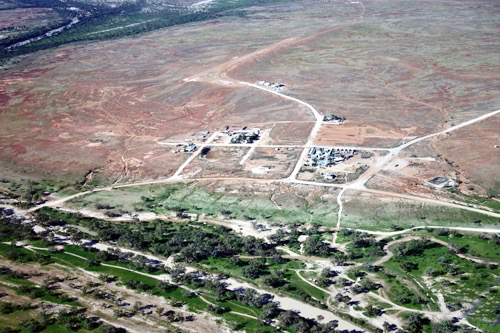
Luftbild von Innamincka

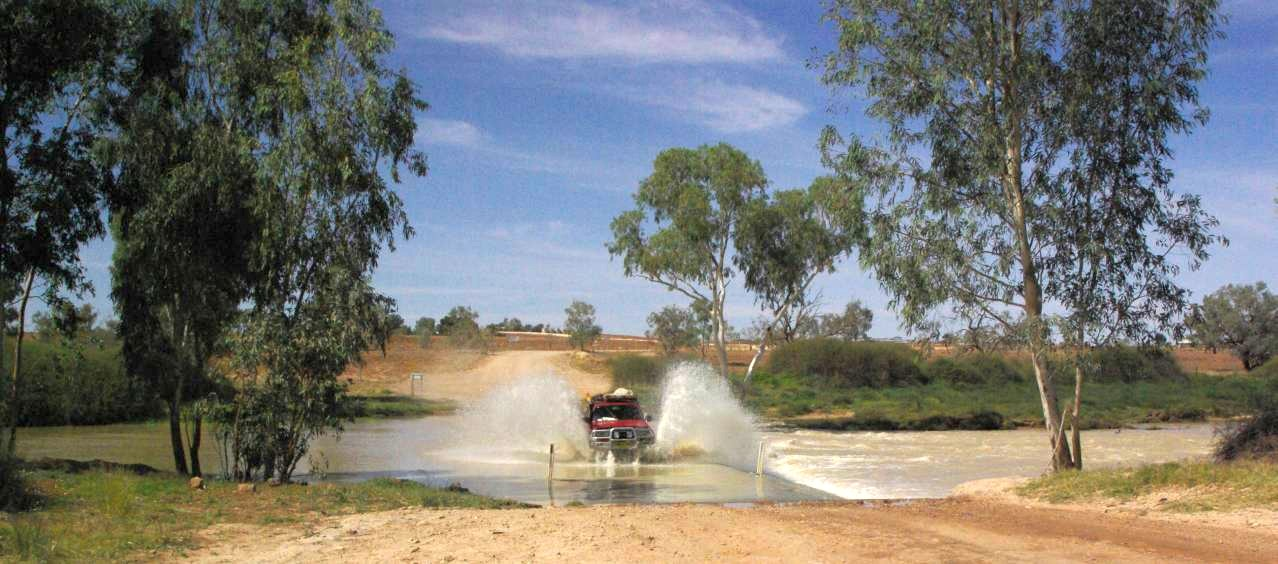
Übergang über den Cooper Creek in der Strzelecki Desert

Innamincka ist eine kleine Siedlung im Nordosten des australischen Bundesstaats South Australia. Sie liegt 1065 Kilometer nordöstlich von Adelaide am Ufer des Cooper Creek, innerhalb des Innamincka Regional Reserve und ist von der Strzelecki-Wüste, Tirariwüste und Sturts Steinige Wüste umgeben. Sie ist ausgehend von Lyndhurst über den Strzelecki Track zu erreichen.

## Geschichte
Traditionell ist diese Gegend Heimat der Aboriginesstämme der Yandruwandha, Dieri und Yarrawarrka. Als erster Europäer kam Charles Sturt 1845 in diese Gegend, 1858 folgten Augustus Gregory, Robert O’Hara Burke und William John Wills. Letztere starben vor Erschöpfung und Wassermangel am Cooper Creek; zu ihrem Gedenken wurde in Innamincka 1944 ein Denkmal errichtet.
Ursprünglich wurde Innamincka als Hopetown bezeichnet; 1890 erfolgte die Ernennung zur Stadt. Obwohl sie nie sehr groß war, besaß Innamincka ein Hotel, ein Geschäft und eine Polizeistation, die auch die Zollgebühren für von Queensland nach South Australia gebrachtes Vieh eintrieb. 1928 errichtete die Australian Inland Mission (als Teil des Royal Flying Doctor Service of Australia) ein Krankenhaus, das Elizabeth Symon Nursing Home. Infolge einer schweren Dürre und aufgrund der Abgeschiedenheit wurden das Hotel, das Krankenhaus und die Polizeistation 1951 wieder geschlossen und die Stadt aufgegeben.
Verstärkter Tourismus und die Entdeckung von Gas- und Ölvorkommen führte in den späten 1960er Jahren zur Gründung der Cooper Creek Hotel Motel Pty Ltd, welche zunächst ein Hotel und ein Geschäft eröffnete. 1994 wurde das Elizabeth Symon Nursing Home restauriert und dient heute als Informationszentrum für das Innamincka Regional Reserve.

## Bildergalerie

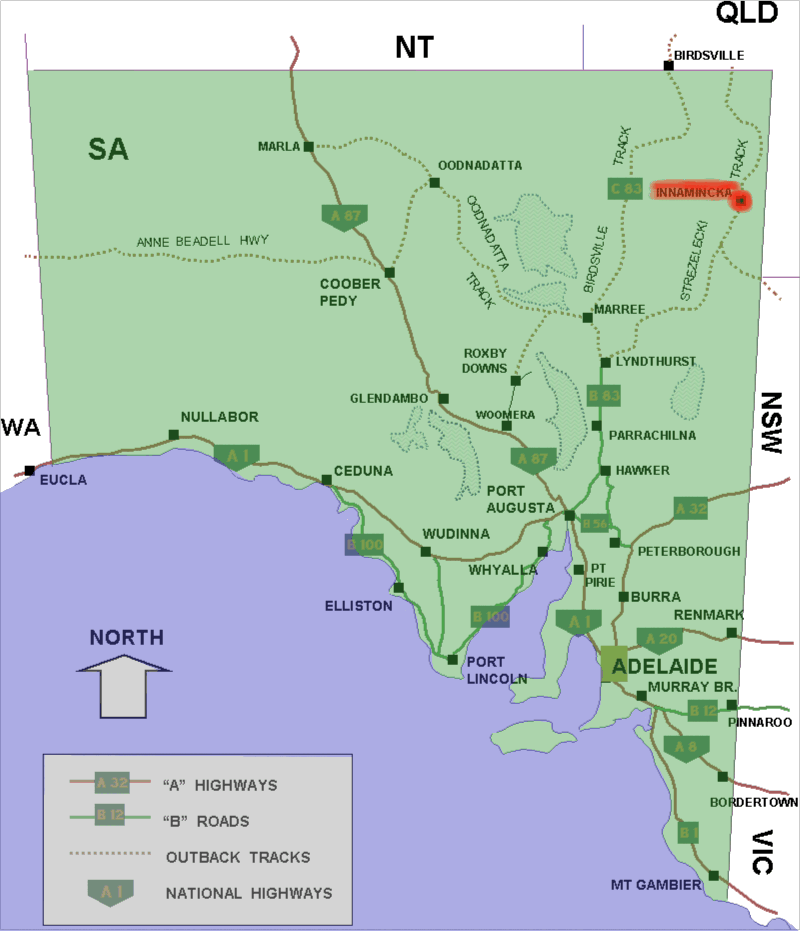
Karte
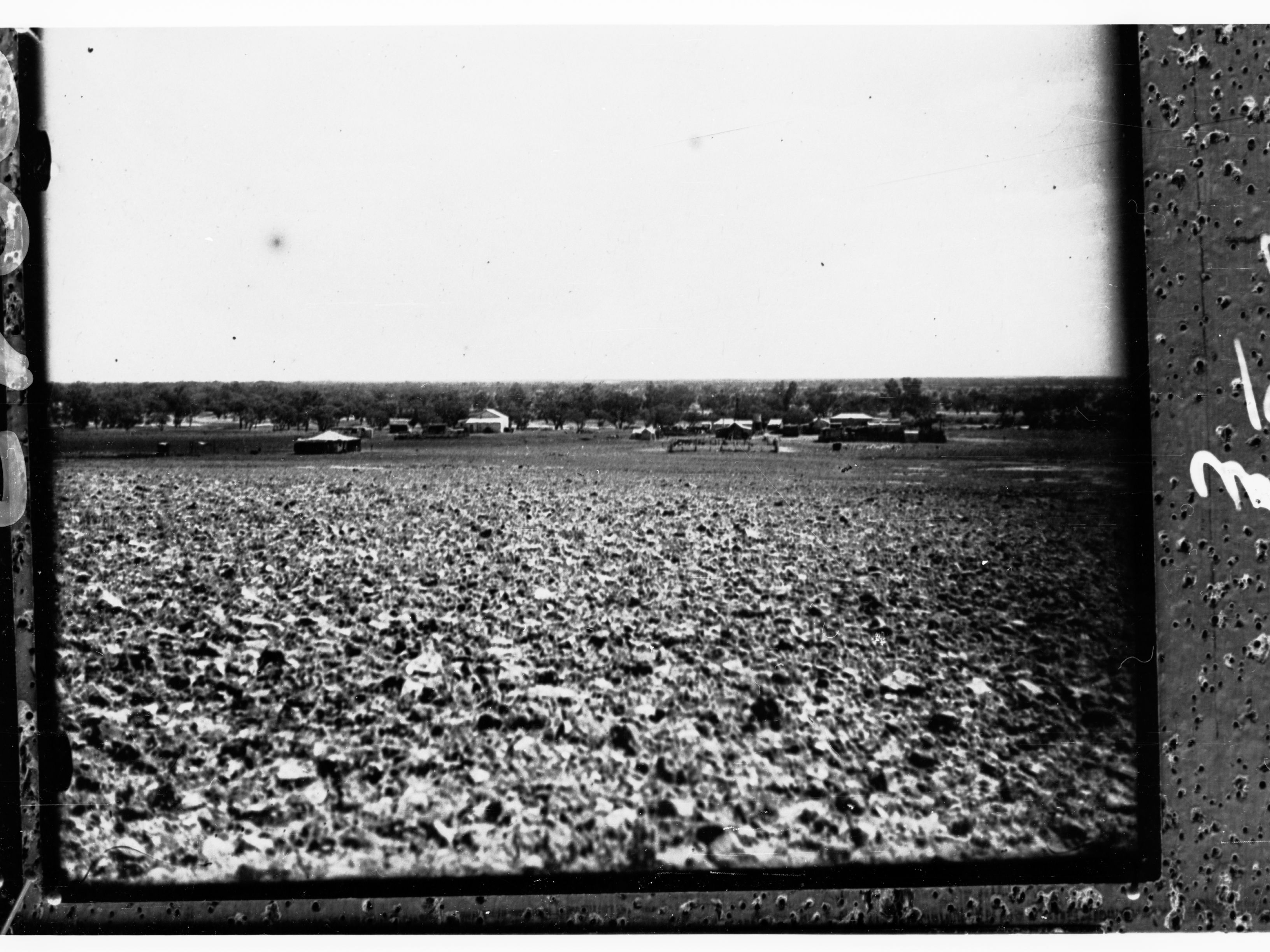
Innamincka (1905)
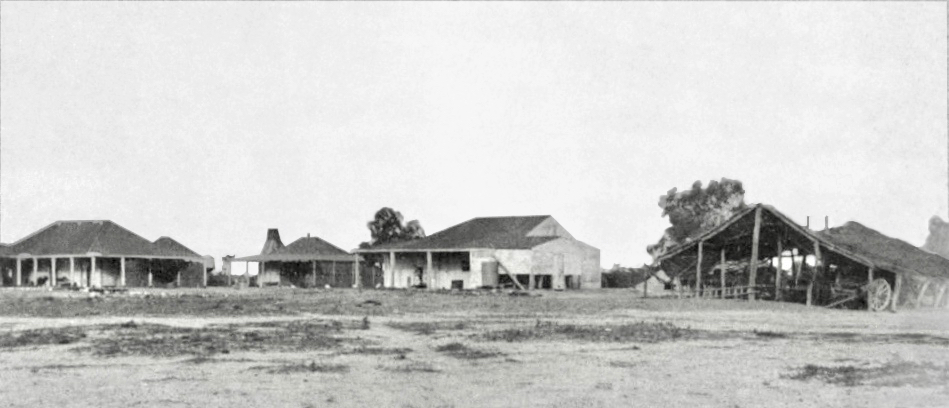
Innamincka (1910)
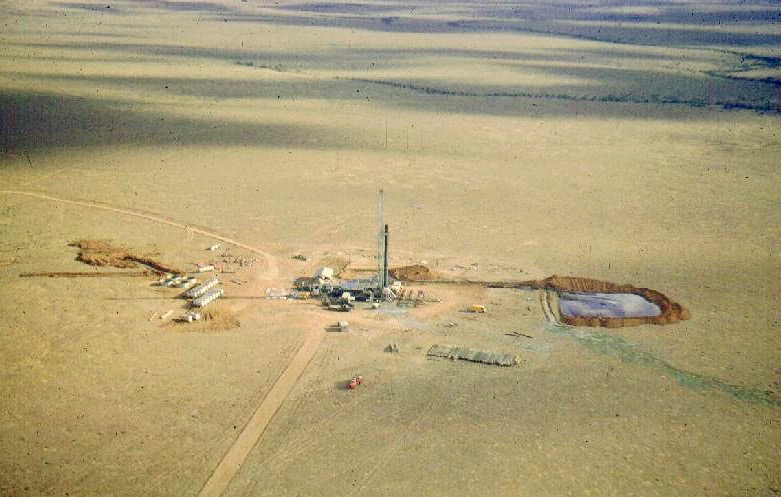
Innamincka (1959)
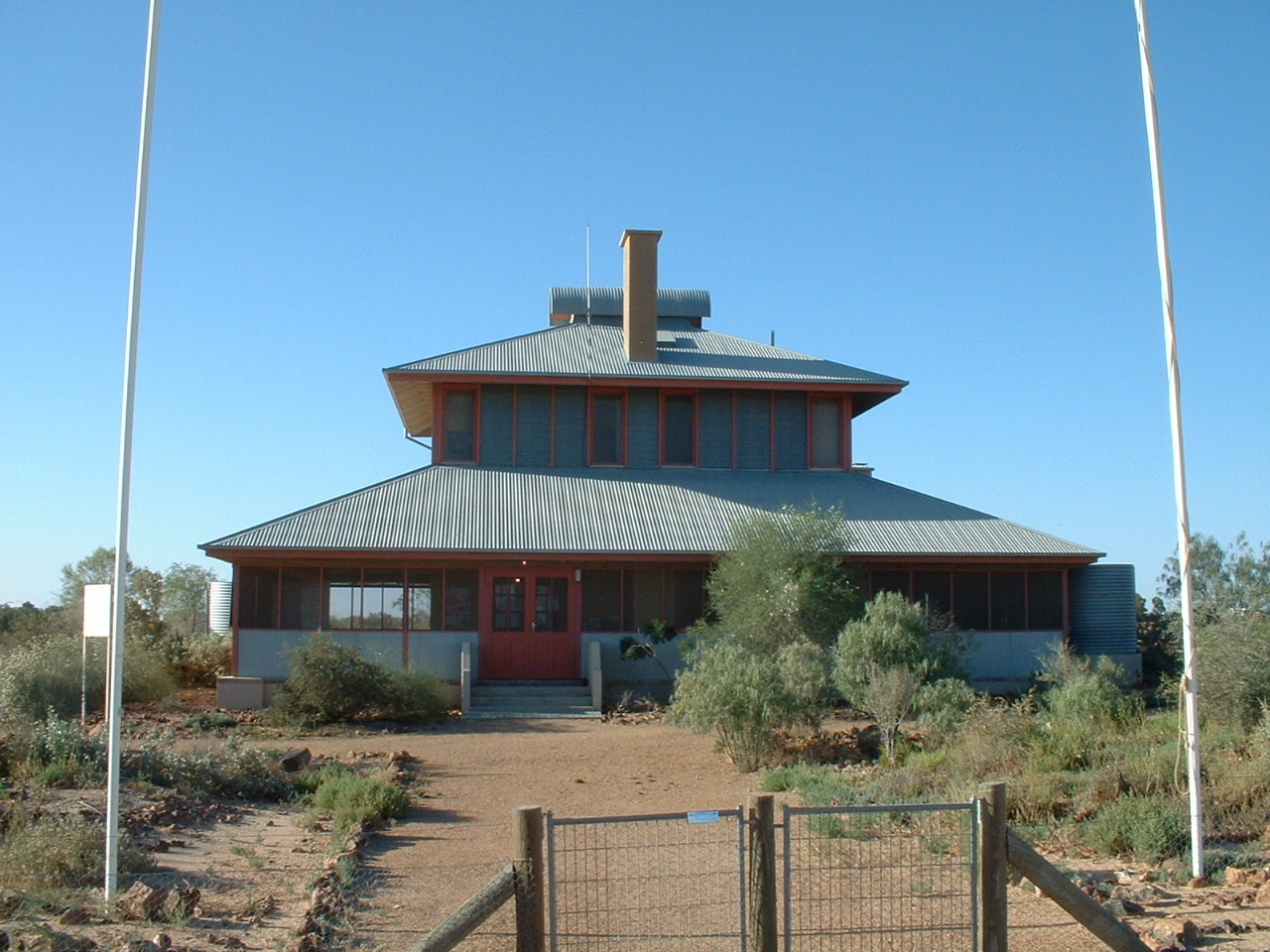
Innamincka (2008)
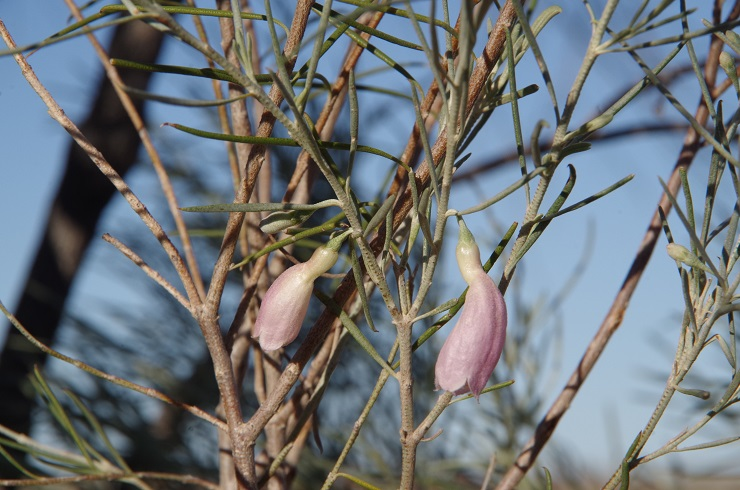
Innamincka (2015)